# Iain Canning

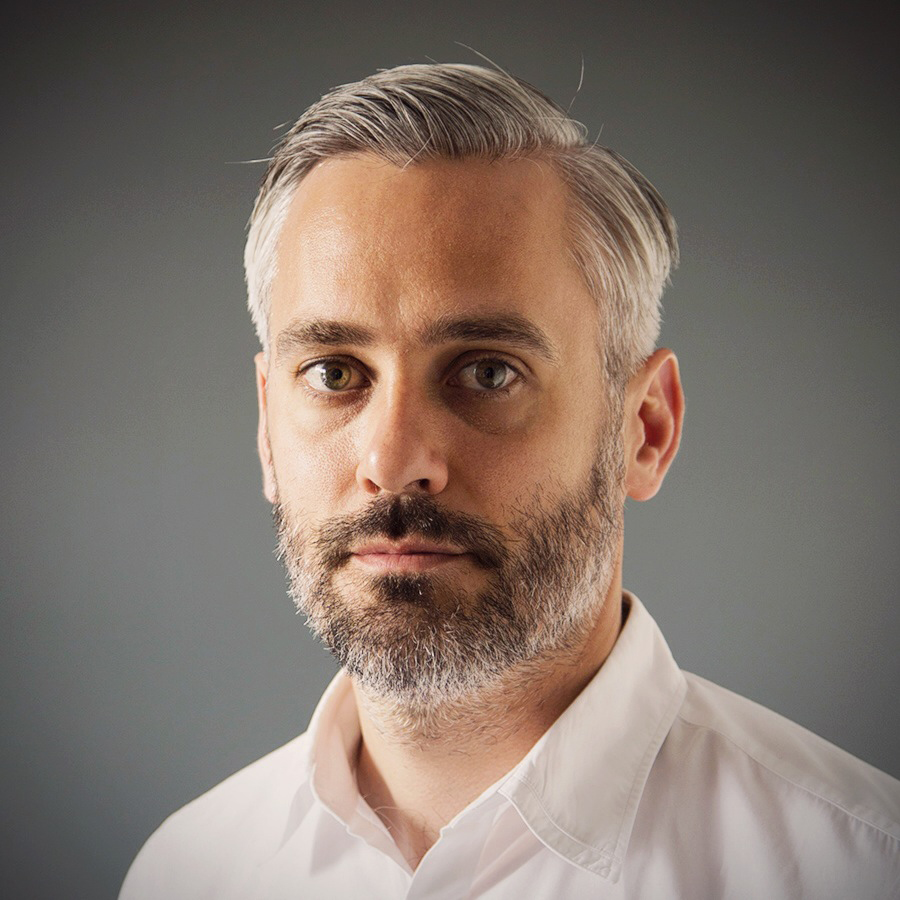
Iain Canning (2014)

Iain Canning (* 23. Juli 1979 in Bristol, England) ist ein britischer Filmproduzent. Für den Film The King’s Speech gewann er 2011 einen Oscar in der Kategorie Bester Film.

## Leben
Canning studierte an der Cardiff School of Journalism, Media and Cultural Studies.
Canning war als Executive Producer in den beiden mehrfach ausgezeichneten Filmen Control und Hunger tätig. Letzterer gewann unter anderem die Goldene Kamera bei den Internationalen Filmfestspielen von Cannes. 2008 gründete er gemeinsam mit Emile Sherman die Produktionsfirma See-Saw Films, mit der sie seitdem zahlreiche Filme verwirklichten, darunter The King’s Speech mit Colin Firth und Geoffrey Rush und Oranges and Sunshine mit Emily Watson und Hugo Weaving. 
Für The King's Speech gewann Canning bei der Oscarverleihung 2011 gemeinsam mit Emile Sherman und Gareth Unwin den Oscar in der Kategorie Bester Film. Außerdem gewann der Film den British Academy Film Award und war für zahlreiche weitere Preise nominiert. Shame, wie schon Hunger ein Film des britischen Regisseurs Steve McQueen, den Canning 2011 produzierte, wurde ebenfalls für zahlreiche Auszeichnungen nominiert. Aufgrund ihrer Erfolge mit See-Saw Films wurden Canning und Sherman 2011 in die Liste MediaGuardian 100 der britischen Tageszeitung The Guardian aufgenommen.

## Filmografie (Auswahl)
- 2010: The King’s Speech
- 2010: Oranges and Sunshine
- 2011: Shame
- 2012: Dead Europe
- 2013: Spuren (Tracks)
- 2015: Slow West
- 2015: Mr. Holmes
- 2015: Life
- 2015: Macbeth
- 2016: Lion – Der lange Weg nach Hause (Lion)
- 2017: How to Talk to Girls at Parties
- 2018: Maria Magdalena (Mary Magdalene)
- 2018: Widows – Tödliche Witwen (Widows)
- 2019: Der Tag wird kommen (The Day Shall Come)
- 2020: Ammonite
- 2021: The Power of the Dog
- 2021: Die Täuschung (Operation Mincemeat)
- 2022: The Stranger
- 2022: The Son
- 2023: The Royal Hotel
- 2023: One Life
- 2023: Enemy (Foe)